# Система менеджмента качества
Система менеджмента качества — часть системы управления организации.
Качество — ёмкая, сложная и универсальная категория, имеющая множество особенностей и различных аспектов. В зависимости от цели использования и рассмотрения качества, к его основным аспектам можно отнести:
- философский;
- социальный;
- технический;
- экономический;
- правовой.

Современные СМК базируются на принципах TQM. Различные части системы управления организации могут быть интегрированы вместе с системой менеджмента качества в единую систему управления, использующую общие элементы. Это повышает результативность планирования, эффективность использования ресурсов, создает синергетический эффект в достижении общих бизнес-целей организации.
Широко применяется сертификация СМК по ISO 9001. Сертификация СМК основана на проведении независимых аудитов третьей стороной (органом по сертификации).

## Основа организации
Системы менеджмента качества приводятся в движение требованиями потребителя организации.
Потребителям необходима продукция (услуга), характеристики которой удовлетворяли бы их потребности
и ожидания. Потребности и ожидания потребителей постоянно изменяются, из-за чего организации испытывают давление, создаваемое конкурентной средой (рынком) и техническим прогрессом. Для поддержания постоянной удовлетворенности потребителя организации должны постоянно совершенствовать свою продукцию и свои процессы. СМК организации, как один из инструментов менеджмента, дает уверенность высшему руководству самой организации и её потребителям, что организация способна поставлять продукцию, полностью соответствующую требованиям (необходимого качества, в необходимом количестве за установленный период времени, затратив на это установленные ресурсы).
СМК основана на восьми принципах менеджмента качества:
1. Ориентация на потребителя — организации зависят от своих потребителей и поэтому должны понимать их текущие и будущие потребности, выполнять их требования и стремиться превзойти их ожидания.
2. Лидерство руководителя — руководители обеспечивают единство цели и направления деятельности организации. Им следует создавать и поддерживать внутреннюю среду, в которой работники могут быть полностью вовлечены в решение задач организации.
3. Вовлечение персонала — работники всех уровней составляют основу организации, поэтому их полное вовлечение в решение задач дает возможность организации с выгодой использовать их способности.
4. Процессный подход — желаемый результат достигается эффективнее, когда деятельностью и соответствующими ресурсами управляют как процессом.
5. Системный подход к менеджменту — выявление, понимание и менеджмент взаимосвязанных процессов как системы содействуют повышению результативности и эффективности организации при достижении ее целей.
6. Постоянное улучшение — постоянное улучшение деятельности организации в целом следует рассматривать как ее неизменную цель.
7. Принятие решений, основанных на фактах — эффективные решения должны основываться на анализе данных и информации.
8. Взаимовыгодные отношения с поставщиками — организация и ее поставщики взаимозависимы, поэтому отношения взаимной выгоды повышают способность обеих сторон создавать ценности.

## Цель

Цикл PDCA

Достижение долгосрочного успеха путём максимального удовлетворения запросов потребителя, сотрудников, владельцев и общества.
Соответствие результатов процессов компании потребностям потребителя, организации и общества. (соответствие как явным требованиям, так и подразумеваемым потребностям).

## Задачи
- Постоянное улучшение качества продукции и снижение затрат на обеспечение качества посредством использования цикла PDCA (цикл Деминга), состоящего из: планирования, действия, анализа, корректировки (устранение причин несоответствия, а не просто коррекция полученных результатов);
- создание у потребителей уверенности в отсутствии брака за счет сертификации системы менеджмента качества.

## Тактика
1. Предупреждение причин дефектов. И её видов
2. Вовлечение всех сотрудников в деятельность по улучшению качества.
3. Активное стратегическое управление.
4. Непрерывное совершенствование качества продукции и процессов за счет корректирующих и предупреждающих мероприятий.
5. Использование научных подходов в решении задач.
6. Регулярная самооценка.
7. Управление знаниями.

## Методические средства
1. Средства для сбора данных.
2. Средства предоставления данных.
3. Методы статистической обработки данных, например Индексы воспроизводимости, Контрольные карты Шухарта.
4. Теория общего менеджмента.
5. Теория мотиваций и межличностных отношений.
6. Экономические расчеты.
7. Системный анализ производства, например Бережливое производство.
8. Управление с помощью планирования.

## Составляющие
Основные составляющие систем менеджмента качества:
1. Бизнес-процессы (установление потребностей и ожиданий потребителей и других заинтересованных сторон организации в области качества производимой продукции или услуги  и другие).
2. Политика и цели организации (или выделенной части организации), соответствующие потребностям потребителей (внешних и внутренних).
3. Определение необходимых ресурсов и обеспечение ими ответственных за процессы для достижения целей организации (или выделенной части организации)
4. Разработка и применение методов для измерения результативности и эффективности каждого процесса на основе ключевых показателей качества
5. Определение механизмов, необходимых для предупреждения несоответствий и устранения их причин. И реализация данных механизмов в процессах СМК
6. Разработка и применение процесса для постоянного улучшения всей СМК

Каждый из вышеописанных пунктов является ключевым для любой СМК, которые находятся в постоянном цикличном взаимодействии на пути к предельно высокому качеству.

## Отраслевые СМК
Стандартизация СМК на основе требований ISO 9001 дает лишь основы для стабильного удовлетворения потребителя, однако в каждой отрасли имеются свои особые требования и специфика. Для более полного обеспечения удовлетворенности потребителя в отраслях создаются собственные отраслевые модели систем менеджмента качества в виде отдельных стандартов или в виде Рекомендаций по внедрению ISO9001. Наиболее развитыми моделями систем менеджмента качества в отраслях являются:
- IATF 16949 — поставщики автомобильных компонентов.
- ISO 13485 — производители медицинской техники.
- AS 9100 — поставщики аэрокосмических компонентов.
- ISO 29001 — нефтехимическая и газовая отрасль.
- TL 9100 — предприятия телекоммуникационной отрасли.
- IRIS — цепь поставок продукции железнодорожной отрасли.
- ISO 22000 — цепь поставок пищевой продукции.
- ISO 20000 — менеджмент IT сервисов (данный стандарт выполнен не по структуре ISO 9001, но в целом, отвечает духу TQM).
- IWA 1 — учреждения здравоохранения.
- IWA 2 — учреждения образования.
- IWA 4 — органы местного самоуправления.

В СССР применялись отраслевые системы управления качеством на основании отраслевых стандартов ОСТов.